# Anastrepha greenei
Anastrepha greenei är en tvåvingeart som beskrevs av Lima 1937. Anastrepha greenei ingår i släktet Anastrepha och familjen borrflugor. Inga underarter finns listade i Catalogue of Life.